# Heliophanus curvidens
Heliophanus curvidens là một loài nhện trong họ Salticidae.
Loài này thuộc chi Heliophanus. Heliophanus curvidens được Octavius Pickard-Cambridge miêu tả năm 1872.